# メッケル (ドイツ)
メッケル (Meckel) は、ラインラント＝プファルツ州のビットブルク＝プリュム郡の村。 

## 地理=
ビットブルク地区の中心から、南に約10km程の西アイフェルの中にある。谷間に広がり、Bundesstraße51が南東端を横切る。標高は300mから391mである。マインブルックWohnplatzを含む。

## 歴史
古代ローマの大規模な遺跡が残り、早い時期から人々が定住していた。この時代、メッケル・Gilzem通りにローマのGutshof"Scheiwelsheck"とマインブルック寺院があった。最初の文献としては711年から814年に、エヒテルナッハ修道院のハードウィヌス(Harduwinus) の"Meckeia cum ecclesia" で言及されている。18世紀後半のフランス支配時代までルクセンブルクのビットブルク司祭の元に属した。1795年にフランスフォレ県ビットブルク州の一部となり、メッケル役場（Mairie）の管轄となり、プロイセンの支配下でもその機構が受け継がれた。1824年にイデンハイム市長がメッケル村長を兼ねることになり、Röhl管区に置かれた。
1860年に後継としてビットブルク市長が設置されて、最終的に1970年の1970年の機構及び領域改変で他の4つの自治体とともにビットブルク・ラント連合自治体に加わった。2014年からビットブルガー・ラント連合自治体に属している。
1991年に美しき我々の村で金賞を受賞した。
人口統計
1871年から1987年の値は、国勢調査に基づく:de:Vorlage:EWR
| Jahr | Einwohner |
| 1815 | 209       |
| 1835 | 277       |
| 1871 | 298       |
| 1905 | 350       |
| 1939 | 345       |
| 1950 | 346       |

| Jahr            | Einwohner       |
| 1961            | 338             |
| 1970            | 330             |
| 1987            | 295             |
| 1997            | 388             |
| 2005            | 385             |
| de:Vorlage:EWDJ | de:Vorlage:EWZT |

## 議会
メッケル議会は、2014年5月25日の選挙での当選者及び議長としてボランティアの村長の8議員で構成されている。

## 観光
特に、南ヌスバハス(Nüßbaches)にはいくつか古い農家が残っている。1896年から1898年に建築家ラインホルト・ワーツが設計した聖バートロミオス教会もある。すぐ近くには現在墓地礼拝堂（Friedhofskapelle）として使われている旧聖バートロミオス教会がある。同教会は15から16世紀初頭に西アイフェル地域に広がった後期ゴシック様式の教会である。礼拝堂付近には非常に古い墓石や十字架が存在する。
北ヌスバハスの建物は新建材を使ったものが殆どである。この地区には宿があり、少し遠く行くと古く特筆すべき納屋がある。

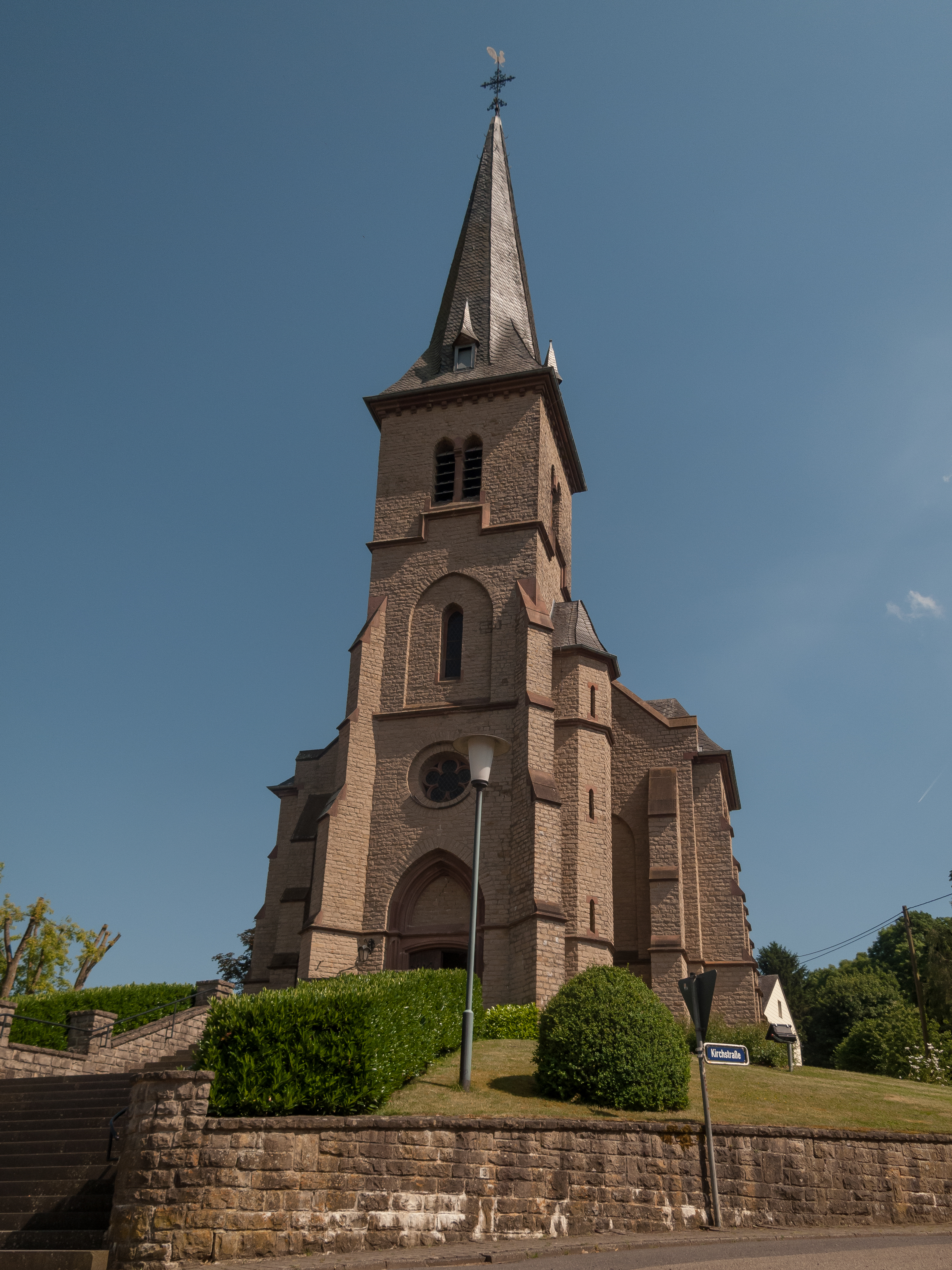
カトリックの聖バートロミオス（Bartholomäus）教会
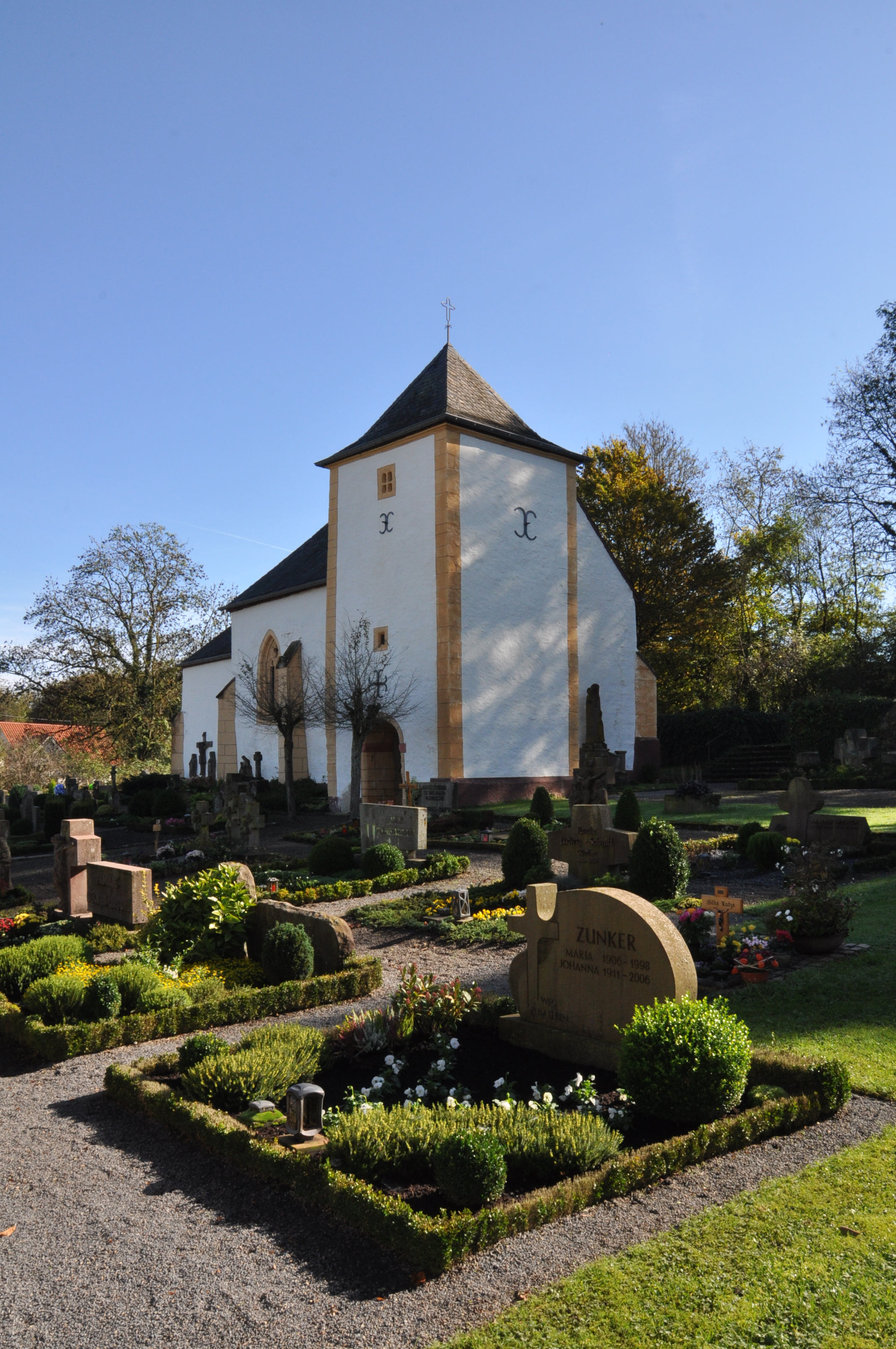
現在の旧聖バートロミオス教会の墓地礼拝堂

## 経済
アイフェルに広がる多くの市町村同様、農業が盛んである。この地域には、まだ兼業農家が残っている。周辺地域と異なり、工業やサービス業もいくらかは存在する。旅館、製材業、建築業、ガソリン・スタンドや休憩所などが地元の産業である。しかし、ビットブルク郡近郊のほとんどの労働者は、トリーア地域またはルクセンブルクで働いている。